# Iłukszta
Iłukszta (łot. Ilūkste, niem. Illuxt, lit. Alūksta, ros. Илуксте, spotykana także nazwa Illuxt lub w zapisie alfabetem rosyjskim: Иллукст; w archaicznej XIX-w. polskiej pisowni Iłłukszta) – miasto w południowo-wschodniej części Łotwy, w Selonii, w novadsie Górna Dźwina, w nad rzeką Iłuksztą, ok. 4 km od Dźwiny. W latach 2009–2021 siedziba novadsu Iłukszta.

## Historia
Osada po raz pierwszy wzmiankowana w 1550 roku.
W 1690 roku ród Zyberków ufundowali drewnianą rezydencję mającą być zaczątkiem przyszłego kolegium jezuickiego oraz drewniany kościółek. W 1747 roku rozpoczęto budowę murowanego kolegium ukończonego w roku 1753. Od 1754 rozpoczęto budowę barokowego kościoła pod kierunkiem ks. Tomasza Żebrowskiego lub Antoniego Paracca, który ukończono w 1766 r. Pierwsze nabożeństwo odbyło się w nim w 1769 roku. Kościół został zniszczony w czasie I wojny światowej a jego ruiny rozebrano w latach 60. XX wieku.
W 1787 roku tutejsze seminarium duchowne przejęte zostało przez Zgromadzenie Misji. W 1795 wyniku III rozbioru Polski miasto zagarnięte zostało przez Imperium Rosyjskie.
W 1897 roku mieszkało tu 3652 osób, a miejscowość była siedzibą powiatu iłukszckiego o powierzchni około 2000 km² zamieszkiwanego przez 66 697 osób. Najliczniej zamieszkiwali wówczas miasto Polacy (37%), Żydzi (23%), Rosjanie (20%), Łotysze (10%).
Prawa miejskie od 1917 roku, w 2000 miasto liczyło 2940 mieszkańców.
W okresie po zakończeniu I wojny światowej Iłukszta i ziemie powiatu iłuksztańskiego były przez krótki okres obiektem sporu pomiędzy Polską i Łotwą, które rościły sobie prawa do tych terenów. Polska wysuwała argumenty etniczne, wskazując na dominację ludności polskiej w sześciu gminach powiatu oraz w mieście, natomiast Łotwa historyczne wskazując na przynależność tego terenu do historycznej Semigalii. Ostatecznie granica polsko-łotewska wytyczona została z pozostawieniem terenu po stronie łotewskiej.